# Tren de cercanías Nizhni Nóvgorod
La Cercanías Nizhni Nóvgorod (del ruso: Нижегородская городская электричка) es una red de transporte ferroviario (S-Bahn o Overground) en Nizhni Nóvgorod. Junto con el metro forma un sistema de transporte ferroviario de alta velocidad de la ciudad. Tiene 2 líneas: Sormovskaya y Priokskaya.Fue fundado el 24 de junio de 2013 sobre la base del ferrocarriles de Gorki, como una adición al metro.

## Líneas y estaciones

### Líneas
| #      | Línea         | Ruta                                            | Número de estaciones |
| ------ | ------------- | ----------------------------------------------- | -------------------- |
| 1      | Sormovskaya   | Estación de Nizhni Nóvgorod – Pochinki          | 11                   |
| 2      | Priokskaya    | Estación de Nizhni Nóvgorod – Prospekt Gagarina | 13                   |
| 2      | Sormovskaya-2 | Pochinki – Varya                                | 4                    |
| Total: |               |                                                 | 28                   |

La línea Sormovskaya: tiene 7 estaciones y conecta el distrito de Sormovski y la estación de Nizhni Nóvgorod. Esto lo convierte en una alternativa a la línea de metro en Sormovo. Ofrece una conexión con la estación de Moskovskaya de la Línea 1 del metro de Nizhni Nóvgorod. Para una conexión gratuito, puede usar la tarjeta de embarque durante 60-90 minutos.
La línea Priokskaya tiene 12 estaciones y 5 estaciones de intercambio en la estación de Nizhni Nóvgorod, Nizhni Nóvgorod-Sortirovochny, Petryaevka, Okskaya y Prospekt Gagarina. Se cruza parcialmente con el suburbio y conecta los distritos de Kanavinski, Leninski, Avtozavodski y Priokski. Tiene diferentes zonas de tarifas debido al hecho de que algunas estaciones se encuentran fuera de la ciudad.
Además de las dos líneas principales, hay otras dos direcciones que no están incluidas en las Cercanías: "Pochinki - Varya" y "Doskino - Kustovaya". La tarifa aquí es igual a la tarifa en cualquier transporte público de la ciudad. También hay estaciones de conexión a las Cercanías. La estación Kustovaya se encuentra cerca de la estación de metro Komsomolskaya, y es un nodo de conexión indirecta entre ellos.

### Estaciones
| La línea Sormovskaya-1 | La línea Sormovskaya-2                                      | La línea Priokskaya |
| --- | ----------------------------------------------------------- | --- |
| - Estación de Nizhni Nóvgorod Moskovskaya - Kostarija - Lesnoy gorodok - Chaadaevo - Kooperativnaya - Svetloyarskaya-1 - Pochinki - Koposovo - Narodnaya - Vysokovo - Dubravnaya | - Pochinki - Svetloyarskaya-2 - Sormovo - Varya Burevestnik | - Estación de Nizhni Nóvgorod Moskovskaya - 435 km. - Nizhni Nóvgorod-Sortirovochny - Konduktorskaya - Petryaevka - Sartakovo - Okskaya - Kudma - Okskiy Bereg - Royka - Bolshaya Yelnya (Suburbio) - Ankudinovka - Prospekt Gagarina |

## La tarifa
En la línea Sormovskaya, la tarifa es de 28 rublos (aproximadamente 0,40 euros). Además, así como en todos los transportes públicos de la ciudad.
En la línea Priokskaya, la tarifa es de 28 rublos desde la estación de Nizhni Nóvgorod hasta la estación Petryaevka y desde la estación Petryaevka hasta la estación Prospekt Gagarina.